# Franz Xaver Zinsmeister
Franz Xaver Zinsmeister, auch: Firmiani de Krena (* 23. Januar 1742 in Ensfeld; † 26. März 1797 in Spalt), war ein römisch-katholischer Theologe, Domherr, Stiftskanoniker und Schriftsteller.

## Leben
Mit dem Umzug seiner Eltern kam Franz Xaver Zinsmeister von Ensfeld nach Nassenfels. Er besuchte das Gymnasium in Neuburg an der Donau und 1760–1765 die Universität Ingolstadt, die er als Lic. theol. verließ. 1765 wurde er zum römisch-katholischen Priester geweiht und wurde zunächst Aushilfspriester in Monheim, 1766 Kooperator in Wemding, schließlich Pfarrprovisor in Neukirchen bei Sulzbach-Rosenberg. 1770 bestellte ihn der Eichstätter Fürstbischof zum Regens seines Priesterseminars. Gleichzeitig wurde er Domherr am Willibaldschor und 1773 Geistlicher Rat und Consitorialrat. Als erklärter Feind der Jesuiten trat er für eine Reform  der Theologenausbildung ein, konnte sich aber gegen die vom Eichstätter Bischof geförderte Machtstellung der Exjesuiten nach dem Jesuitenverbot von 1773 nicht durchsetzen. So ging er im November 1774 auf Druck des Bischofs nach Spalt, wo er Kanoniker am dortigen Chorherrenstift St. Nikolaus und St. Emmeram wurde. Hier betätigte er sich schriftstellerisch und errang vor allem mit seiner unter dem Autorennamen „F. d. K.“ mehrmals aufgelegten Schrift über die Macht(beschränkung) des Kaisers Aufsehen. Auch arbeitete er an der von den Banzer Benediktinern herausgegebenen Literaturzeitung mit. 1792 wurde er Stadtpfarrer von Spalt und stiftete die Pfarrei Obererlbach, bis dahin Filialkirchdorf von Mitteleschenbach.

## Werke
- Lobrede auf den heiligen Claravallensischen Abt und Kirchenlehrer Bernhardus. Dillingen 1773
- De Veri Cognitione Et Ignoratione Ex S. Augustino Doctore Maximo Documenta Haereticorum, Et Peccatorum Materialium Defensoribus Praesentata Canonici Spalatini De Veri Cognitione Et Ignoratione Ex S. Augustino Doctore Maximo Documenta Haereticorum, Et Peccatorum Materialium Defensoribus Praesentata. 1781
- Der neue Projectant von Freyburg, Die Klosterfrauen betreffend sammt einem Klagliede des Teufels. über diesen Projektanten. Freyburg (Freiburg im Breisgau) 1783
- Geschichten und Gründe Aller Religionen, die besten für die Beste in zehen Gesprächen mit den Religionsverordnungen, und Verfolgungen der Römischen Kaiser. Augsburg/Ingolstadt 1784
- Was ist der Kayser? und Wieweit erstreckt sich eine jede Macht? Philosophisch untersucht von F. d. K. 3 Teile, 3. Auflage Augsburg 1785. (Auch als: Was ist der Kaiser? und wie weit erstreckt sich eine jede Macht? Wien 1783). Volltext
- Appelatio altera sanctissimo Patri, Pontifici Maximo D. D. Pio sexto, in causa decimalis spolii notorii tricenuali puncto ... humillime praesentata ac in Potentum Emsensium Punctationum Typis evulgata. O.O. 1791
- Chronik des Spalter Chorherrenstiftes (im Diözesanarchiv Eichstätt)